# Ryu Okada
Ryu Okada (Shizuoka, 10 april 1984) is een Japans voetballer.

## Carrière
Ryu Okada speelde tussen 2007 en 2011 voor Júbilo Iwata. Hij tekende in 2012 bij Avispa Fukuoka.